# Rio Coxape
O Coxape (em turco: Hoşap; em armênio: Խոշաբ; romaniz.: Χošab), Angle (Անգղ, Angł) ou Guzelsu (Güzelsu) é um rio na província de Vã, na Turquia. Sua área de captação coincide aproximadamente com o distrito de Gurpenar. Historicamente, foi chamado Gugunaini e suas águas abasteceram abasteceram o Canal de Menua, construído pelo rei Menua (r. 810–786 a.C.): Nasce no pico Acunique, na montanha de Bascale.
| “ | Eu, Haldi, construí este grande templo ao deus Irmuxini e também uma grande fortaleza. Construí um canal do rio Gugunaini [Hoxape], ergui vinhedos, arei campos. | ” |

No final do Coxape há o delta de Donemeche que se estende até o lago de Vã. O delta é usado por pássaros durante a migração e é uma área de reprodução do pato-de-rabo-alçado e do garajau-grande, espécies ameaçadas de extinção. O regime fluvial do Coxape é nival. O menor fluxo é de 1,3 m³/seg em agosto, setembro e outubro. O maior fluxo é de 12,6 m³/seg em maio devido às chuvas e ao derretimento da neve. O fluxo anual total do rio é de 334.106 m³/ano.